# Saussure Glacier
Saussure Glacier är en glaciär i Antarktis. Den ligger i Västantarktis. Argentina, Chile och Storbritannien gör anspråk på området. Saussure Glacier ligger 909 meter över havet.
Terrängen runt Saussure Glacier är varierad. Trakten är obefolkad. Det finns inga samhällen i närheten. 